# Zyzkowate

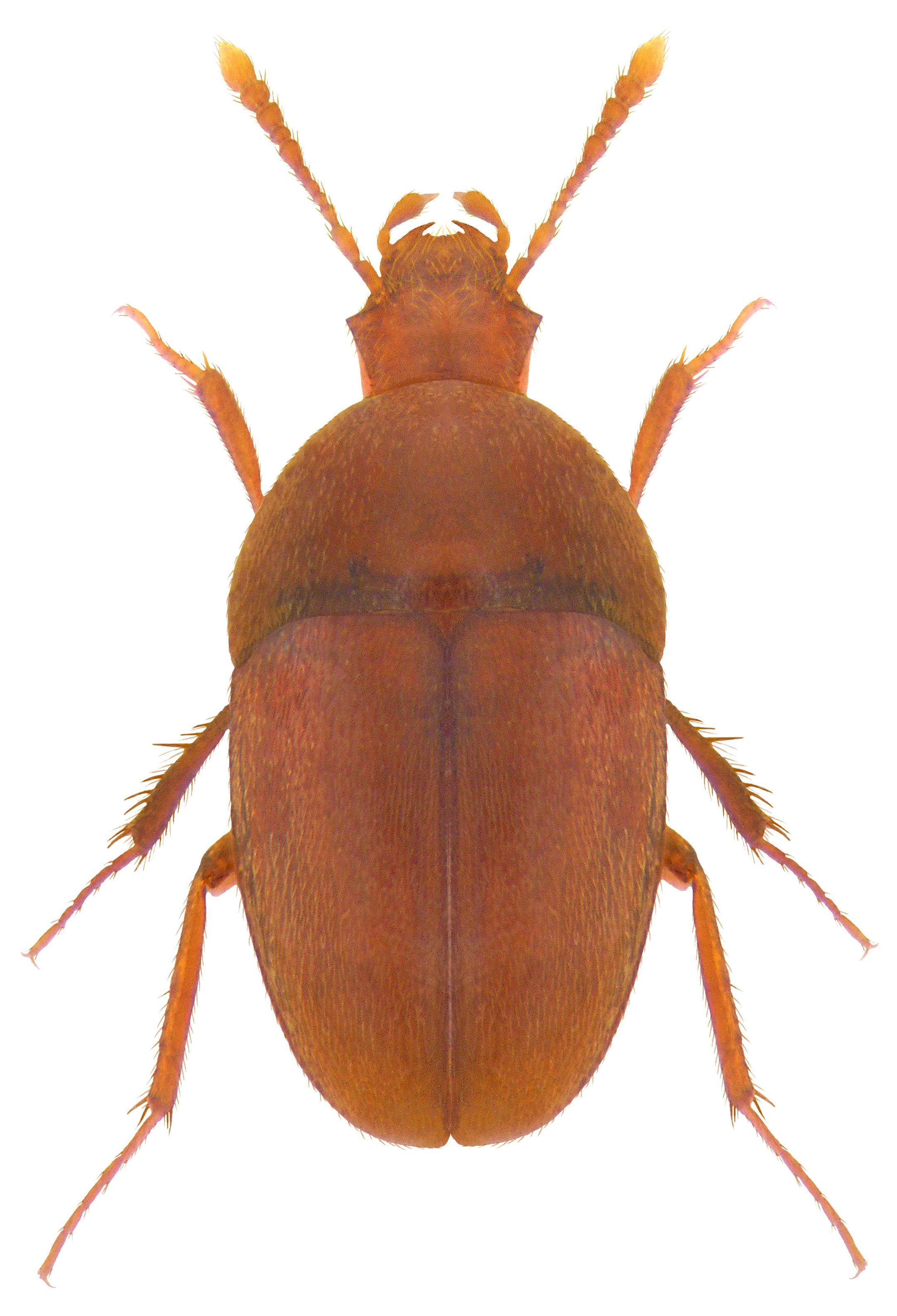
Parabathyscia wollastoni

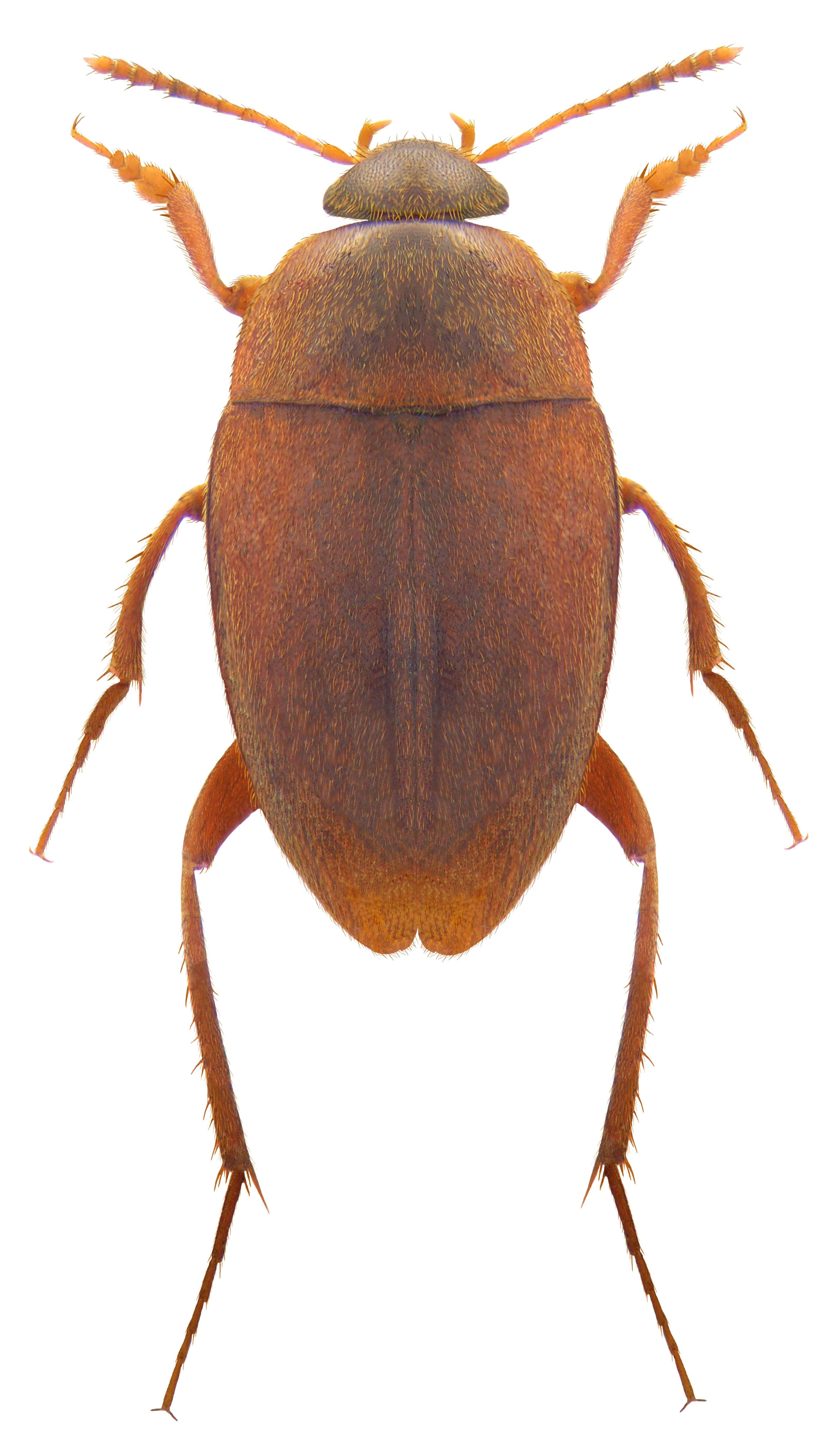
Catopidius depressus

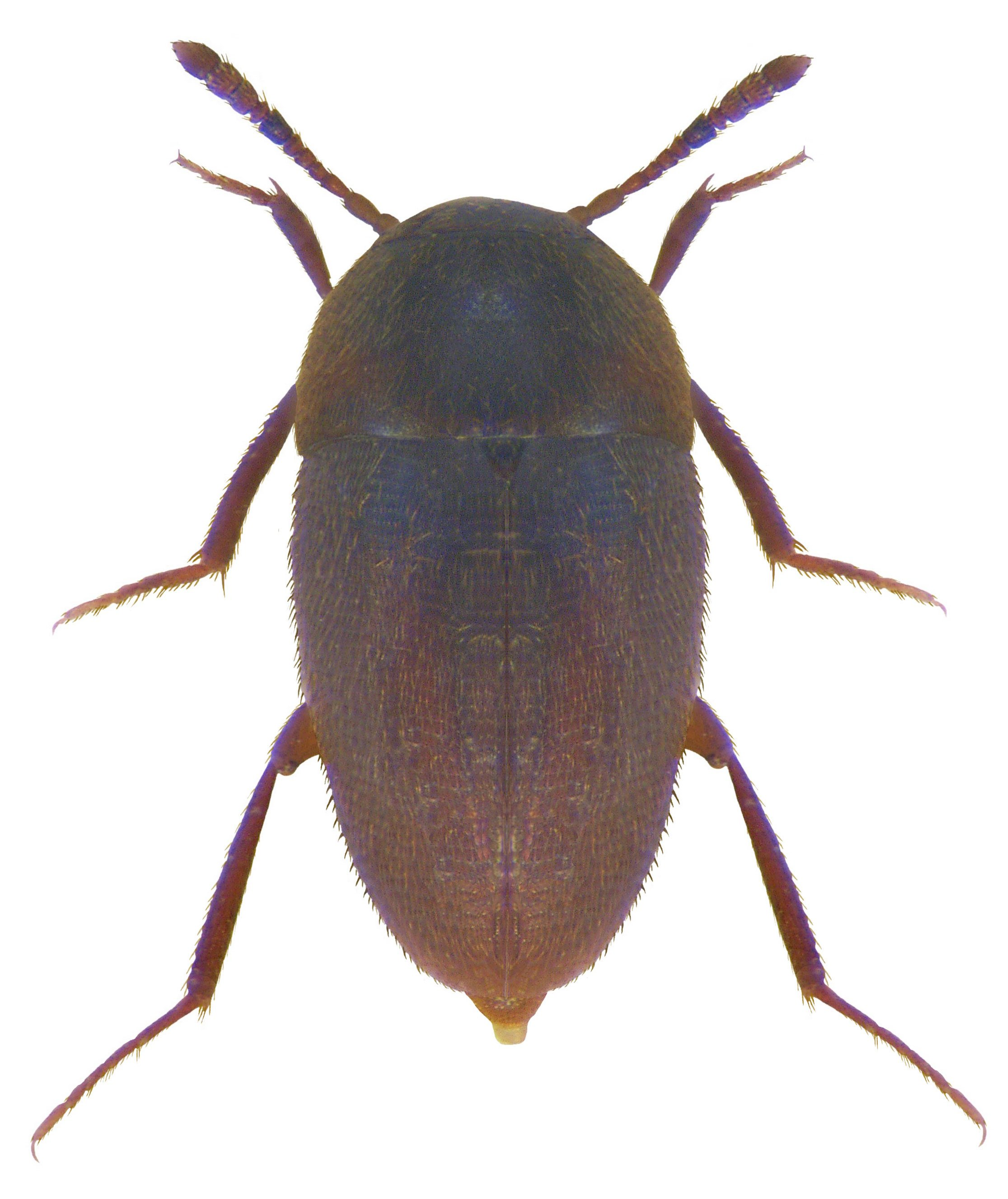
Nemadus colonoides

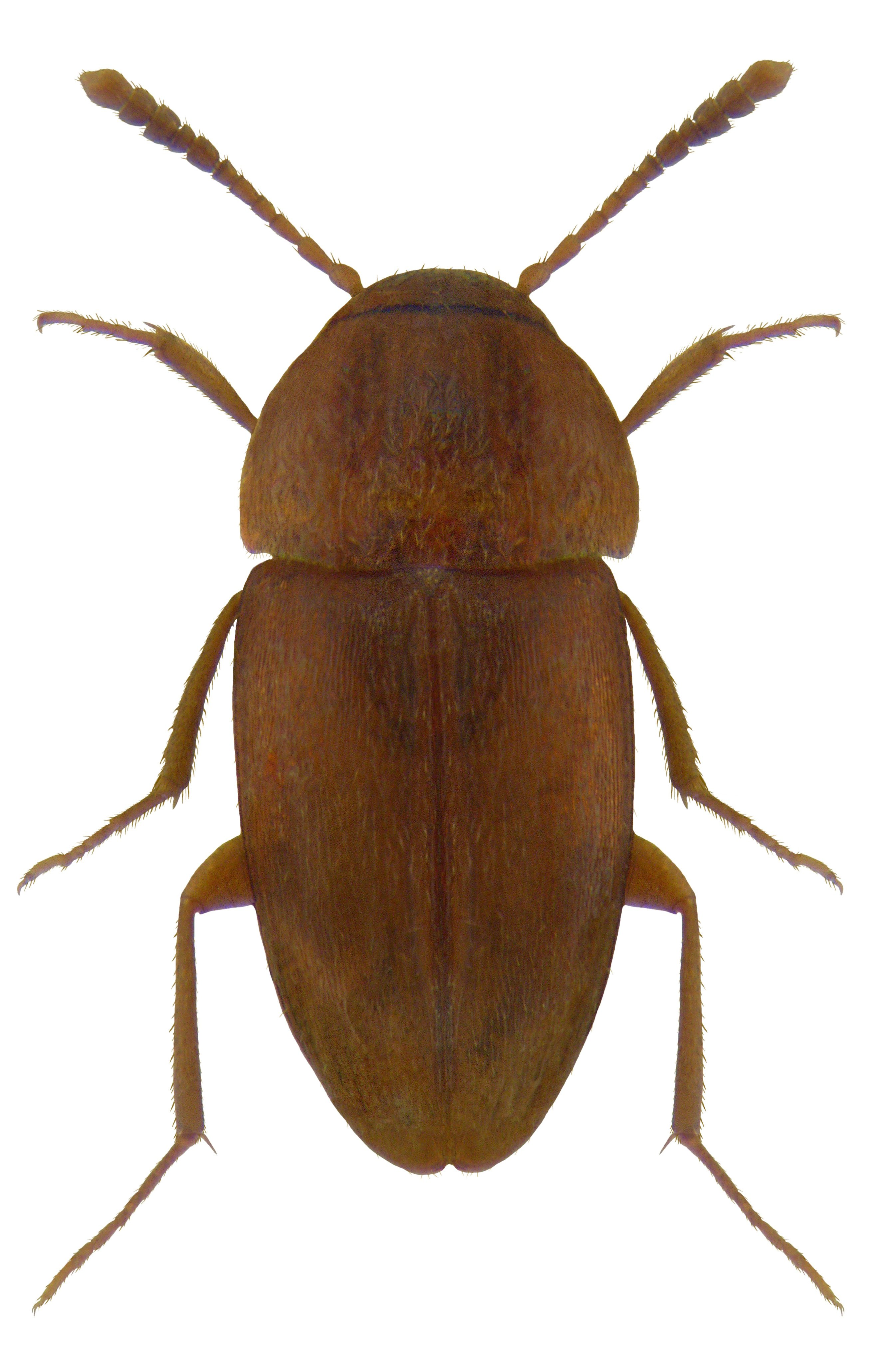
Nargus wilkinii

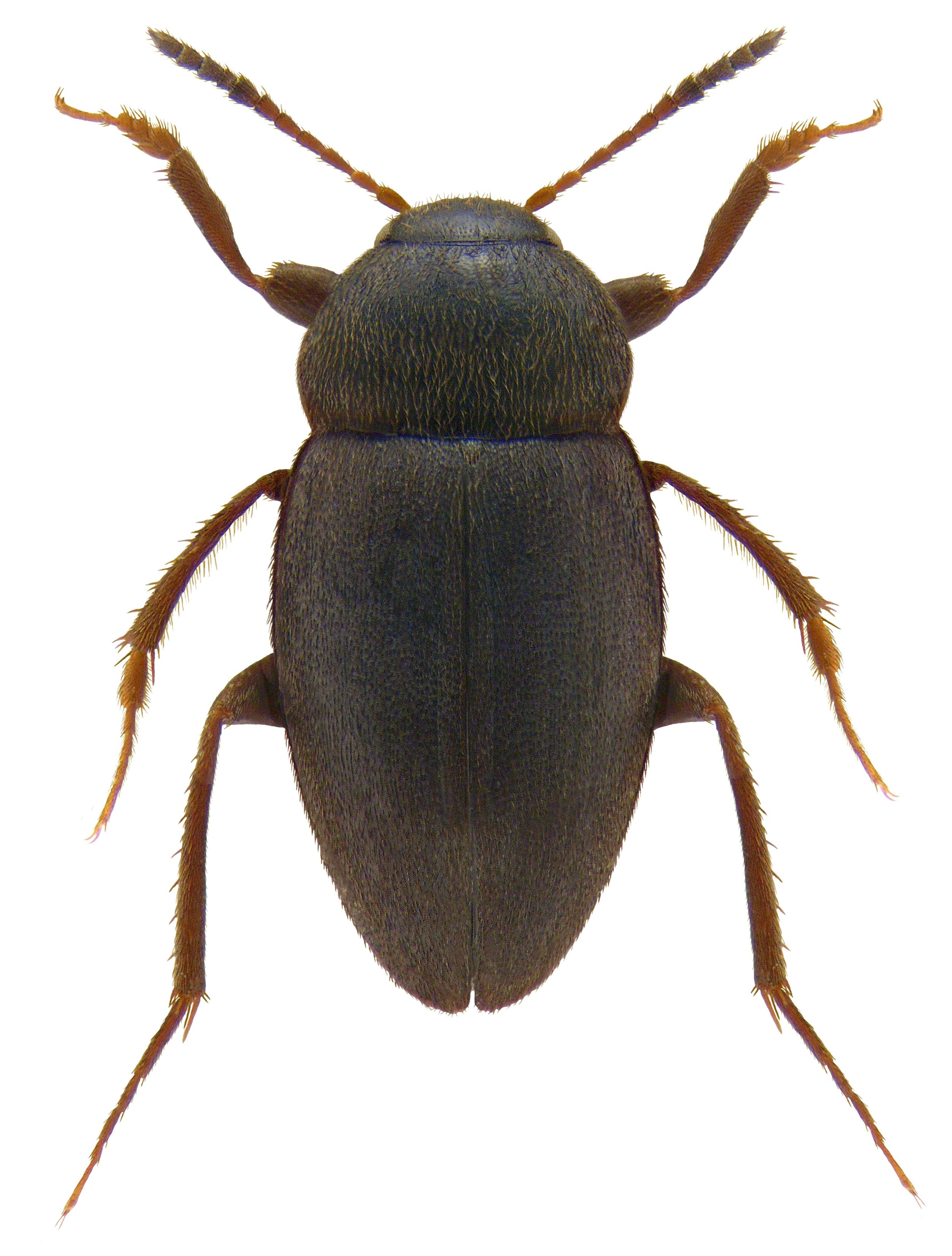
Catops fuliginosus

Zyzkowate (Cholevinae, syn. Catopidae) – podrodzina chrząszczy z rodziny grzybinków (Leiodidae). Cholevinae (często podnoszone do rangi rodziny – Cholevidae) obejmują około 1700 gatunków, rozpowszechnionych na całym świecie. Niektóre z nich (plemię Leptodirini) są wysoce wyspecjalizowanymi troglobiontami; inne określane są jako troglofilne (spotykane są w przedsionkach jaskiń, nie mają wyraźnych przystosowań do jaskiniowego trybu życia); część zamieszkuje gniazda ptaków i nory ssaków; niektóre rodzaje wykazują myrmekofilię (bez ewidentnych przystosowań morfologicznych). Większość żyje w glebie i żywi się rozkładającymi się resztkami organicznymi roślinnego i zwierzęcego pochodzenia. Wiele gatunków jest typowymi nekrofagami, spotykanymi na padlinie w różnym stadium rozkładu. Rodzajem typowym jest Choleva.

## Występowanie
Zasięg występowania przedstawicieli Cholevinae obejmuje wszystkie kontynenty (z wyjątkiem Antarktydy).

## Morfologia
Cholevinae są małymi lub średniej wielkości chrząszczami, o długości ciała od 0,8 do 9 mm. W większości mają jajowaty kształt ciała, zabarwione są na czarno lub brązowo. Rozpoznawanie gatunków opiera się przede wszystkim na niewielkich różnicach budowy przedplecza, czułków, i narządów płciowych.
U gatunków troglobiontycznych opisano modyfikacje aparatu gębowego, będące wyrazem przystosowania do częściowo wodnego środowiska dna jaskiń.

## Ekologia
Większość gatunków występuje w glebie, często spotykane są w gniazdach ptaków lub norach ssaków. Wiele gatunków Cholevinae jest mniej lub bardziej przystosowanych do życia w jaskiniach. Spośród wszystkich poznanych dotąd jaskiniowych chrząszczy około 1/3 należy do Cholevinae.
Myrmekofilne Cholevinae należą do rodzajów Attaephilus, Attumbra, Catopomorphus, Choleva, Echinocoleus, Eocatops, Nargus, Nemadus, Philomessor, Ptomaphagus i  Synaulus.

## Systematyka
- Podrodzina Cholevinae Kirby, 1837
  - Plemię: Anemadini
    - Podplemię: Anemadina
      - Anemadiola Szymczakowski, 1963
      - Anemadus Reitter, 1885
      - Cholevodes
      - Speonemadus Jeannel, 1922

    - Podplemię: Eucatopina
      - Eocatops Peyerimhoff, 1924
      - Neoeocatops

    - Podplemię: Eunemadina
      - Araucaniopsis
      - Austrocholeva
      - Austronargus
      - Austronemadus
      - Catoposchema
      - Dissochaetus
      - Eunemadus Portevin, 1914
      - Falkocholeva Hatch, 1928
      - Falkonemadus Szymczakowski, 1961
      - Nargiotes
      - Nargomorphus
      - Nemadiolus
      - Nemadiopsis Jeannel, 1936
      - Nemadotropis
      - Newtoniopsis Salgado Costas, 2005
      - Paranemadus
      - Peckardia
      - Pseudonargiotes
      - Pseudonemadus
      - Rangiola

    - Podplemię: Nemadina
      - Micronemadus
      - Nemadus Thomson, 1867

    - Paracatopina
      - Mesocolon
      - Paracatops

  - Plemię: Cholevini
    - Podplemię: Catopina
      - Apocatops Zwick, 1968
      - Apterocatops
      - Catopidius Jeannel, 1922
      - Catopodes
      - Catops Paykull, 1798
      - Catoptrichus
      - Chionocatops Ganglbauer, 1899
      - Cholevinus Reitter, 1901
      - Cryocatops
      - Dreposcia Jeannel, 1922
      - Dzungarites
      - Fissocatops Zwick, 1968
      - Himalops
      - Mesocatops
      - Rybinskiella Reitter, 1906
      - Sciodrepoides Hatch, 1933

    - Podplemię: Cholevina
      - Attaephilus
      - Attumbra
      - Catopsimorphus
      - Podlistnik Choleva (Latreille, 1796)
      - Nargus (Thomson, 1867)
      - Philomessor
      - Prionochaeta
      - Takobiella

  - Plemię: Eucatopini
    -       - Eucatops

  - Plemię: Leptodirini
    - Podplemię: Antroherponina
      - Antroherpon
      - Croatodirus
      - Hadesia
      - Leptomeson
      - Nauticiella
      - Parantrophilon
      - Remyella
      - Velebitodromus

    - Podplemię: Bathysciina
      - Anillocharis Reitter, 1903
      - Anisoscapha Muller, 1917
      - Antrodulus Knirsch, 1927
      - Aphaobiella Gueorguiev, 1976
      - Aphaobius Abeille, 1878
      - Aphaotus Breit, 1914
      - Augustia Zariquiey, 1927
      - Bathyscia Schiodte, 1848
      - Blattochaeta Reitter, 1910
      - Blattodromus Reitter, 1904
      - Cansiliella Paoletti, 1972
      - Deelemaniella Perreau, 1999
      - Halbherria Conci & Tamanini, 1951
      - Henrotiella Perreau, 1999
      - Hexaurus Reitter, 1884
      - Huetheriella
      - Leonhardella Reitter, 1903
      - Lessiniella Pavan, 1941
      - Lotharia Mandl, 1944
      - Netolitzkya Muller, 1913
      - Orostygia Muller, 1912
      - Oryotus Miller, 1856
      - Phaneropella Jeannel, 1910
      - Pholeuodromus Breit, 1913
      - Pholeuonopsis Apfelbeck, 1901
      - Pisidiella
      - Pretneria Muller, 1931
      - Proleonhardella Jeannel, 1910
      - Sinobathyscia
      - Speophyes Jeannel, 1910
      - Tartariella Nonveiller & Pavicevic, 1999
      - Weiratheria Zariquiey, 1927

    - Podplemię: Bathysciotina
      - Bathyscidius
      - Bathysciotes
      - Neobathyscia
      - Ravasinia
      - Redensekia
      - Sinuicollia
      - Speonesiotes
      - Sphaerobathyscia

    - Podplemię: Leptodirina
      - Adelopidius Apfelbeck 1907
      - Albanodirus Giachino & Vailati 1998
      - Antrosedes Reitter 1912
      - Apholeuonus Reitter 1889
      - Astagobius Reitter, 1886
      - Balcanobius Gueorguiev 1965
      - Bathyscimorphus Jeannel 1910
      - Bathysciopsis Muller 1941
      - Beroniella Giachino & Gueorguiev 1991
      - Beskovia
      - Bulgariella
      - Ceuthmonocharis
      - Charonites Apfelbeck 1907
      - Elladoherpon
      - Genestiellina
      - Haplotropidius
      - Icharonia Reitter 1912
      - Katobatizon Knirsch 1928
      - Laneyriella Gueorguiev 1976
      - Leonhardia Reitter 1901
      - Leptodirus Schmidt, 1832
      - Leptostagus Karaman 1954
      - Parapropus Ganglbauer, 1899
      - Petkovskiella Gueorguiev 1976
      - Pholeuonella Jeannel 1910
      - Pholeuonidius Jeannel 1911
      - Protobracharthron Reitter 1889
      - Radziella Casale & Jalzic 1988
      - Roubaliella Jeannel 1925
      - Rozajella Ćurčić, Brajkovic, & Ćurčić, in Ćurčić et al., 2007
      - Setnikia Breit 1913
      - Spelaeodromus Reitter 1885
      - Spelaites Apfelbeck 1907
      - Speoplanes J. Müller, 1911

    - Podplemię: Pholeuina
      - Adelopsella
      - Albaniola
      - Anillochlamys
      - Antrocharis
      - Aranzadiella
      - Archeoboldoria Ghidini, 1938
      - Atticiella
      - Babuniella
      - Banatiola
      - Baronniesia Fresneda, Bourdeau & Faille, 2009
      - Bathysciella
      - Bathysciola
      - Bellesia
      - Beronia
      - Beskovia
      - Besuchetiola
      - Bithyniella
      - Boldoria
      - Breuilia
      - Breuilites
      - Bureschiana
      - Canavesiella
      - Cantabrogeus
      - Capraiola
      - Cavazzutiella
      - Ceretophyes
      - Ceuthophyes
      - Closania
      - Coiffaitiola
      - Coreobathyscia
      - Cryptobathyscia
      - Cytodromus
      - Dalmatiola
      - Dellabeffaella
      - Diaprysius
      - Drimeotus
      - Eskualdunella
      - Espanoliella
      - Euryspeonomus
      - Fresnedaella
      - Fusi Perkovsky, 1989
      - Gesciella
      - Hoffmannella
      - Hussonella
      - Insubriella
      - Iranobathyscia
      - Isereus
      - Josettekia
      - Karadeniziella
      - Lagariella
      - Leonesiella
      - Magdelainella
      - Maroniella
      - Mehadiella
      - Monguzziella
      - Muelleriella
      - Naspunius
      - Notidocharis
      - Ochridiola
      - Oresigenus
      - Ovobathysciola
      - Pallaresiella
      - Pangaeoniola
      - Parabathyscia (Jeannel, 1908)
      - Paranillochlamys
      - Paraspeonomus
      - Parvospeonomus
      - Patriziella
      - Perriniella
      - Phacomorphus
      - Pholeuon
      - Protopholeuon
      - Pseudoboldoria
      - Pseudospeonomus Comas, Fresneda & Salgado, 2007
      - Purkynella
      - Quaestus
      - Radevia
      - Rhodopiola
      - Royerella
      - Salgadoia
      - Sbordoniola
      - Sengletiola
      - Sophrochaeta
      - Spelaeochlamys
      - Speocharidius
      - Speocharinus
      - Speodiaetus
      - Speonomidius
      - Speonomites
      - Speonomus
      - Stygiophyes
      - Tismanella
      - Trapezodirus
      - Trocharanis
      - Troglocharinus
      - Troglodromus
      - Troglophyes
      - Viallia
      - Vratzaniola
      - Zariquieyella

    - Podplemię: Platycholeina
      - Platycholeus

    - Podplemię: Spelaeobatina
      - Prospelaeobates
      - Spelaeobates

    - incertae sedis
      - Gueorguievella
      - Neotropospeonella

  - Plemię: Oritocatopini
    -       - Afrocatops
      - Chappuisiotes
      - Oritocatops

  - Plemię: Ptomaphagini
    -       - Acrotrychiopsis
      - Adelopsis
      - Amplexella
      - Echinocoleus López-Neyra, 1947
      - Excelsiorella Salgado, 2008
      - Pandania
      - Parapaulipalpina Gnaspini, 1996
      - Paulipalpina
      - Peckena
      - Proptomaphaginus
      - Ptomaphaginus
      - Trupnik Ptomaphagus Illiger, 1798
      - Synaulus

  - Plemię: Sciaphyini
    -       - Sciaphyes Jeannel, 1910